# Яблунівка (Краматорський район)
Яблуні́вка — село Іллінівської сільської громади Краматорського району Донецької області, Україна.
Населення — 811 осіб (за даними 2001 року).

## Загальні відомості
Відстань до центру громади становить близько 14 км і проходить автошляхом Н32.
Розташоване на обох берегах річки Клебан-Бик. Поблизу розташоване Клебан-Бицьке водосховище та відповідно регіональний ландшафтний парк «Клебан-Бик».

## Історія
День села Яблунівка святкує в останню суботу липня. 31 липня 2021 року Яблунівка відзначала 102 річницю, що свідчить про те, що рахунок ведеться від 1919 року - від початку радянської епохи.
Сучасна Яблунівка складається з декількох хуторів: Ново-Олексіївка, Гродівка, Піщенко, Піщаново, Сталінський та Суров Яр (згідно мапи 1938 року).

### Хутір Сталінський
Центральна частина нинішньої Яблунівки це колишній хутір Сталінський (імені Сталіна 1938-1943). 1928 року на його місці розташований хутір Піщенко.
Точне розташування густо розташованих хуторів по мапі 1928 року відносно сучасних частин села встановити неможливо.
На мапі 1928 року також був нанесений хутір Сталіно, але його розташування більше відповідає хутору Криничний (1938 - 1954). Назву Криничний отримав від розташування біля однойменного яру.

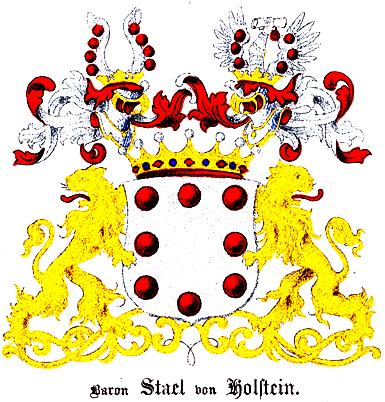
Герб роду Сталь фон Гольштейн

Назву Сталіно краєзнавці пов’язують із колишніми власниками хутора - баронським родом Сталь фон Гольштейн.
Проте перша документальна згадка про хутір із такою назвою з’являється лише в часи радянської окупації з утворенням 1926 року Сталінської сільської ради.
У статистичних даних Бахмутського повіту від 1886 року за баронесою [Е. В.] Сталь фон Гольштейн значиться хутір Калиновий в 40 верстах від Бахмута. Баронесі тут належало 3807 десятин землі. З худоби тут значилося лише 2 коня, 3 корови з двома телятами та 1 свиня.
В родоводі Сталь фон Гольштейн подібні ініціали має тільки Сталь-Фон-Гольштейн (Сомова) Олена Василівна (14.01.1841 - 29.07.1893).
Баронський титул за естляндським дворянським прізвищем Сталь фон Гольштейн було затверджено 10 лютого 1869 року. 6 травня 1869, 25 вересня та 16 жовтня 1878 року в баронському статусі затверджені:
- Вдова генерал-ад’ютанта, генерала від кавалерії Івана Карловича — Марія Карлівна (Гербель).
- Колезький секретар Анатолій Олександрович, дружина його Олена Василівна (Сомова) та діти їхні: Олександр та Марія.[7]

### Хутір Ново-Олексіївка
Нині це найзахідніша частина села Яблунівка. Вперше зустрічається на мапі 1842 року під назвою Пашковка.
У відомостях Катеринославської губернії від 1859 року по ліву сторону поштової дороги Бахмут-Катеринослав значиться як Ново-Олександрівка (Пашкова) - власницьке село при річці Бичок в 37 верстах від Бахмута. Тут значилося лише 4 двори, де проживало 20 чоловіків та 21 жінка.
У справах земельного банку зустрічаються записи про землевласника Бахмутського повіту - провізора Герша Йосифова Данцигера при селі Ново-Олександрівка. Записи датуються 11 вересня 1897 року, 18 червня 1904 року, 10 січня 1909 року.
Приблизно від 1892 року тут з’являється кахельний завод Леона Йосифовича Данцигера. Після смерті Леона Йосифовича у кінці XIX століття власником заводу стає його брат - Георгій (Герш) Йосифович. Виробництвом кахлів займався 21 працівник. Щорічно завод випускав готової продукції на суму 12 тисяч рублів.
1889 року у записах про завод Данцигера замість Ново-Олександрівки з’являється назва Ново-Олексіївка Бахмутського повіту.
У довіднику підприємств Катеринославської губернії від 1903 року значиться магазин кахельно-цегляної торгівлі Данцигера у місті Маріуполь по вулиці Георгіївській.
Продаж кахлів реалізовувався також у місті Таганріг, завдяки співпраці із родичами Леона Данцигера, що проживали на вулиці Єрусалимській. Продаж кахлів також відбувався на складах Гірша Фельдмана на вулиці Миколаївській (м. Таганріг).
Купець Гірш Хаїмович Фельдман - староста місцевої хоральної синагоги, батько знаменитої актриси театру та кіно Ф.Г. Раневської.
У списку населених пунктів Бахмутського повіту від 1911 року у селі Ново-Олексіївка Гродівської волості налічувалося 7 дворів та 55 осіб колишніх власницьких селян.
Остання згадка про Ново-Олексіївку була стерта 25 квітня 2024 розпорядженням про перейменування вулиць, коли вулицю Новоолексіївську замінили на Соснову.

### Радянський період
З початком радянської окупації у 1920-х роках було створено Сталінську сільську раду, до якої 1926 року увійшли: хутір Сталіно, хутір Гродівка № 2, хутір Ново-Олексіївка, хутір Ново-Оленівка, село Ново-Оленівка, хутір Піщенко, хутір Піщаново, хутір Суров Яр, хутір Шевченко.
Згадка про хутір Суров Яр міститься в указі Президії Верховної Ради УРСР Про нагородження орденами «Материнська слава» та медалями «Медаль материнства» багатодітних матерів Сталінської області. В указі Орденом «Материнська слава» II ступеня нагороджено Костіну Варвару Василівну — колгоспницю хутора Суров Яр, Костянтинівського району.
10 серпня 1954 року Сталінську та Олександро-Калинівську сільські ради об’єднують в одну Олександро-Калинівську з центром в селі Олександро-Калинове.
7 лютого 1962 року село Сталінське Олександро-Калинівської сільської ради перейменовують у село Яблунівка.
Хутір Гродівка увійшов у межі села Яблунівка до 1966 року.
27 квітня 1983 року села Яблунівка та Новоолексіївка Олександро-Калинівської сільської ради об’єднують в одне село Яблунівка.

## Населення
За даними перепису 2001 року населення села становило 811 осіб, із них 96,79 % зазначили рідною мову українську, 3,08 % — російську та 0,12 % — білоруську.

## Інфраструктура
- Лікарська амбулаторія загальної практики - сімейної медицини;[18]
- Заклад дошкільної освіти № 1 "Рушничок". Був відкритий 1966 року. [19]

## Вулиці
- Центральна;
- Фестивальна;
- Східна;
- Соснова (колишня Новоолексіївська).[20]